# Дифторид пиросульфурила
Дифторид пиросульфурила — неорганическое соединение,
фторангидрид дисерной кислоты
с формулой S2O5F2,
бесцветная жидкость.

## Получение
- Нагревание в автоклаве триоксида серы и фторида кальция:

{\displaystyle {\mathsf {2SO_{3}+CaF_{2}\ {\xrightarrow {200^{o}C}}\ S_{2}O_{5}F_{2}+CaSO_{4}}}}

## Физические свойства
Дифторид пиросульфурила образует бесцветную жидкость, слегка дымит на воздухе.
Вызывает сильное удушье, напоминает по своему действию фосген.

## Химические свойства
- При нагревании устойчиво до температуры 200°С.
- Медленно гидролизуется водой:

{\displaystyle {\mathsf {S_{2}O_{5}F_{2}+H_{2}O\ {\xrightarrow {200^{o}C}}\ 2HSO_{3}F}}}

## Применение
- Растворитель в операциях фторирования.
- Реагент в органическом синтезе.